# Список фіналів чемпіонату світу з футболу

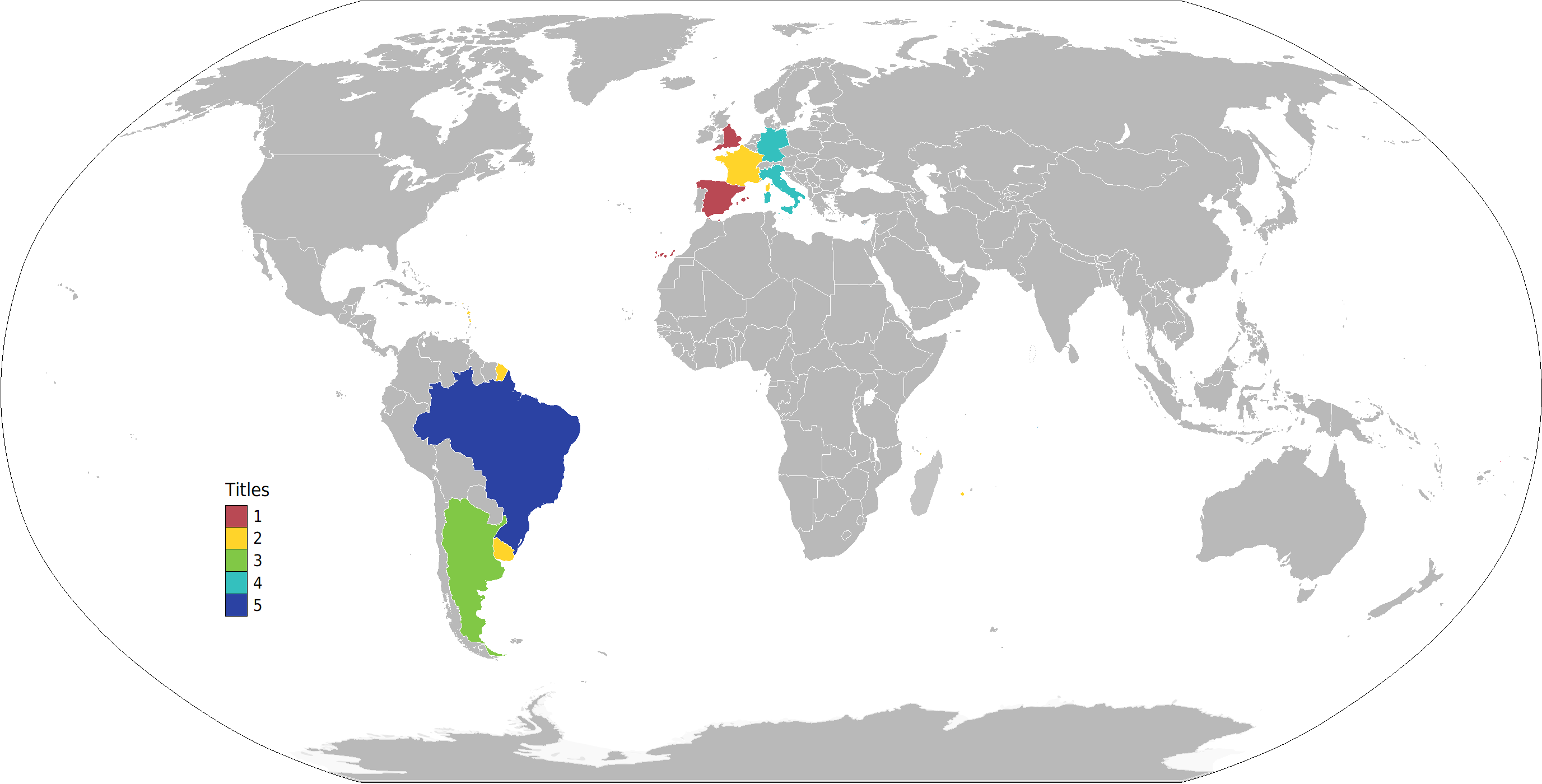
Країни-чемпіони світу з футболу на світовій мапі

Чемпіонат світу з футболу — міжнародний турнір чоловічих футбольних збірних, що проводиться під егідою ФІФА. З 1930 року, коли в Уругваї відбувся перший футбольний мундіаль, чемпіонат проходив 22 рази. Попри той факт, що турнір проводиться 1 раз на 4 роки, у 1942 та 1946 роках чемпіонат не проводився через Другу світову війну.
Попри те, що футбольна історія налічує 22 світові першості, переможці яких визначалися у 21 фіналі. Така невідповідність зумовлена тим, що на чемпіонаті 1950 року переможець визначався не у фінальному матчі, а у заключному груповому турнірі. Доля чемпіонства вирішувалась в останньому матчі між збірними Уругваю та Бразилії, тому цей матч також включено до переліку фіналів чемпіонатів світу з футболу.
З 21 вирішального матчу світових футбольних чемпіонатів 8 завершувалися в основний час (90 хвилин) з нічийним результатом. Чемпіони 1934, 1966, 1978, 2010 та 2014 років визначалися під час екстра-таймів (двох додаткових таймів по 15 хвилин кожний). Тим не менше у 1994, 2006 та 2022 роках навіть після додаткового часу рахунок залишався нічийним, тому переможець визначався у серії післяматчевих пенальті.

## Фінали
| Рік  | Переможець | Рахунок      | Фіналіст       | Стадіон              | Місто          | Відвідуваність | Дата           | Прим.  |
| ---- | ---------- | ------------ | -------------- | -------------------- | -------------- | -------------- | -------------- | ------ |
| 1930 | Уругвай    | 4:2          | Аргентина      | Естадіо Сентенаріо   | Монтевідео     | 68 346         | 30 липня 1930  | [ 1 ]  |
| 1934 | Італія     | 2:1 (д.ч.)   | Чехословаччина | Стадіо Націонале ПНФ | Рим            | 55 000         | 10 червня 1934 | [ 2 ]  |
| 1938 | Італія     | 4:2          | Угорщина       | Ів дю Мануар         | Париж          | 45 000         | 19 червня 1938 | [ 3 ]  |
| 1950 | Уругвай    | 2:1          | Бразилія       | Маракана             | Ріо-де-Жанейро | 173 850        | 16 липня 1950  | [ 4 ]  |
| 1954 | ФРН        | 3:2          | Угорщина       | Ванкдорф             | Берн           | 62 500         | 4 липня 1954   | [ 5 ]  |
| 1958 | Бразилія   | 5:2          | Швеція         | Росунда              | Стокгольм      | 49 737         | 29 червня 1958 | [ 6 ]  |
| 1962 | Бразилія   | 3:1          | Чехословаччина | Національ            | Сантьяго       | 68 679         | 17 червня 1962 | [ 7 ]  |
| 1966 | Англія     | 4:2 (д.ч.)   | ФРН            | Вемблі               | Лондон         | 96 924         | 30 липня 1966  | [ 8 ]  |
| 1970 | Бразилія   | 4:1          | Італія         | Ацтека               | Мехіко         | 107 412        | 21 червня 1970 | [ 9 ]  |
| 1974 | ФРН        | 2:1          | Нідерланди     | Олімпіаштадіон       | Мюнхен         | 78 200         | 7 липня 1974   | [ 10 ] |
| 1978 | Аргентина  | 3:1 (д.ч.)   | Нідерланди     | Монументаль          | Буенос-Айрес   | 71 483         | 25 червня 1978 | [ 11 ] |
| 1982 | Італія     | 3:1          | ФРН            | Сантьяго Бернабеу    | Мадрид         | 90 000         | 11 липня 1982  | [ 12 ] |
| 1986 | Аргентина  | 3:2          | ФРН            | Ацтека               | Мехіко         | 114 600        | 29 червня 1986 | [ 13 ] |
| 1990 | ФРН        | 1:0          | Аргентина      | Олімпіко             | Рим            | 73 603         | 8 липня 1990   | [ 14 ] |
| 1994 | Бразилія   | 0:0 пен. 3:2 | Італія         | Роуз Боул            | Пасадена       | 94 194         | 17 липня 1994  | [ 15 ] |
| 1998 | Франція    | 3:0          | Бразилія       | Стад де Франс        | Сен-Дені       | 80 000         | 12 липня 1998  | [ 16 ] |
| 2002 | Бразилія   | 2:0          | Німеччина      | Міжнародний стадіон  | Йокогама       | 69 029         | 30 червня 2002 | [ 17 ] |
| 2006 | Італія     | 1:1 пен. 5:4 | Франція        | Олімпіаштадіон       | Берлін         | 69 000         | 9 липня 2006   | [ 18 ] |
| 2010 | Іспанія    | 1:0 (д.ч.)   | Нідерланди     | ФНБ-Стедіум          | Йоганнесбург   | 84 490         | 11 липня 2010  | [ 19 ] |
| 2014 | Німеччина  | 1:0 (д.ч.)   | Аргентина      | Маракана             | Ріо-де-Жанейро | 74 738         | 13 липня 2014  | [ 20 ] |
| 2018 | Франція    | 4:2          | Хорватія       | Лужники              | Москва         | 78 011         | 15 липня 2018  | [ 21 ] |
| 2022 | Аргентина  | 3:3 пен. 4:2 | Франція        | Лусаїл-Айконік       | Лусаїл         | 88 966         | 18 грудня 2022 | [ 22 ] |
| 2026 |            |              |                | Мет-Лайф Стедіум     | Іст-Ратерфорд  |                |                | [ 23 ] |

## Статистика
| Команда        | Перемоги | Поразки | Фінали | Роки                                           |
| -------------- | -------- | ------- | ------ | ---------------------------------------------- |
| Бразилія       | 5        | 2       | 7      | 1950, 1958, 1962, 1970, 1994, 1998, 2002       |
| Німеччина      | 4        | 4       | 8      | 1954, 1966, 1974, 1982, 1986, 1990, 2002, 2014 |
| Італія         | 4        | 2       | 6      | 1934, 1938, 1970, 1982, 1994, 2006             |
| Аргентина      | 3        | 3       | 6      | 1930, 1978, 1986, 1990, 2014, 2022             |
| Франція        | 2        | 2       | 4      | 1998, 2006, 2018, 2022                         |
| Уругвай        | 2        | 0       | 2      | 1930, 1950                                     |
| Англія         | 1        | 0       | 1      | 1966                                           |
| Іспанія        | 1        | 0       | 1      | 2010                                           |
| Нідерланди     | 0        | 3       | 3      | 1974, 1978, 2010                               |
| Чехословаччина | 0        | 2       | 2      | 1934, 1962                                     |
| Угорщина       | 0        | 2       | 2      | 1938, 1954                                     |
| Швеція         | 0        | 1       | 1      | 1958                                           |
| Хорватія       | 0        | 1       | 1      | 2018                                           |

## Галерея

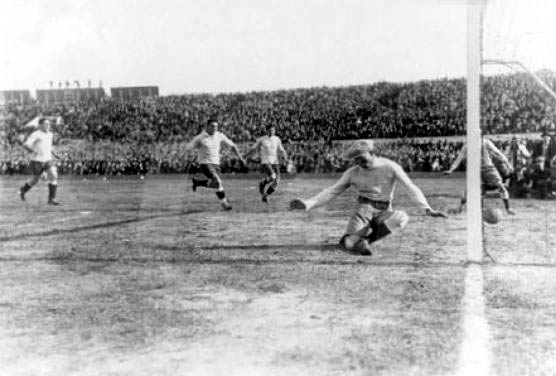
Момент найпершого голу у фіналах Чемпіонатів світу: рахунок у фіналі 1930 року відкриває уругваєць Пабло Дорадо.
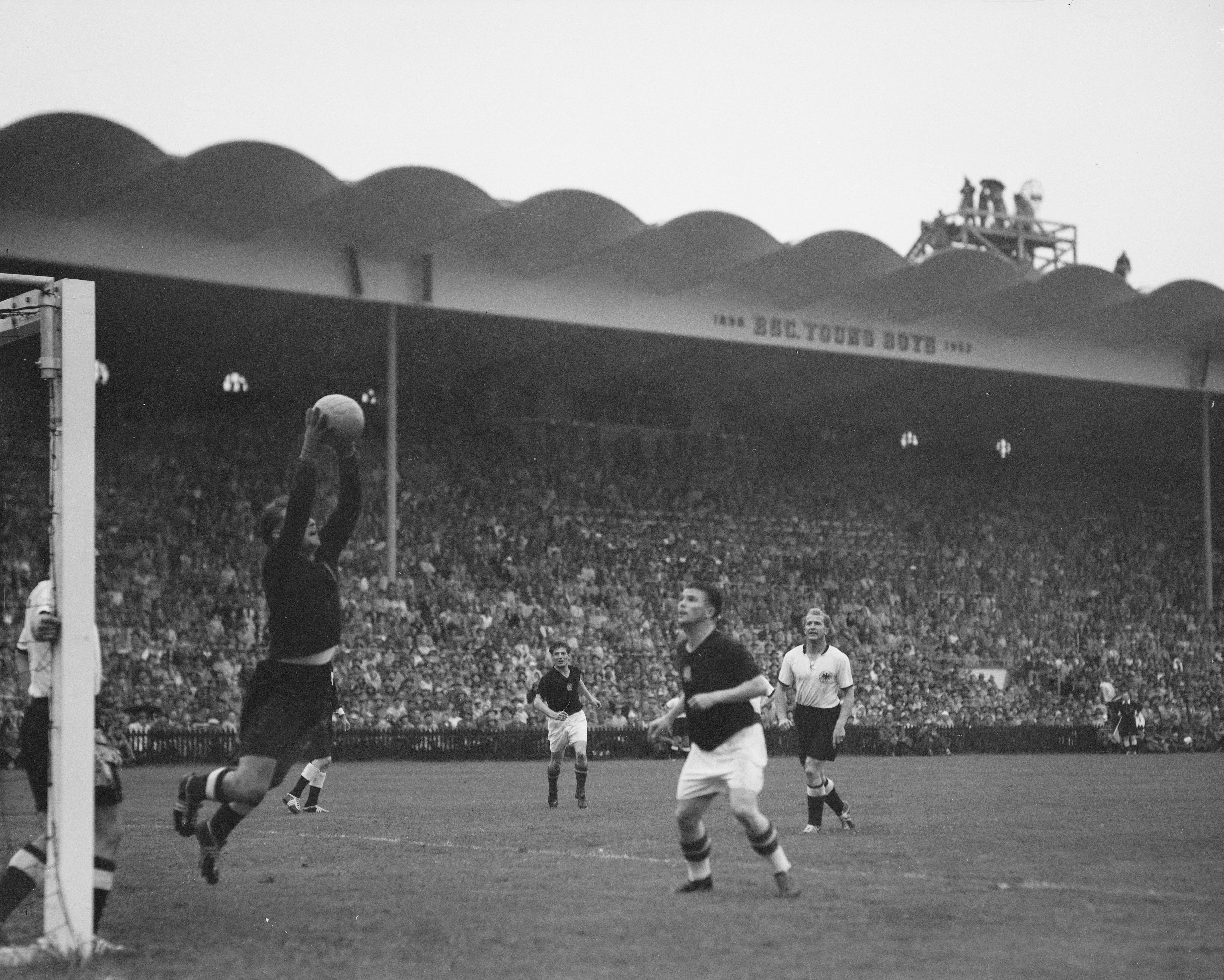
Ференц Пушкаш пробиває по воротах збірної Німеччини у фіналі Чемпіонату світу 1954.
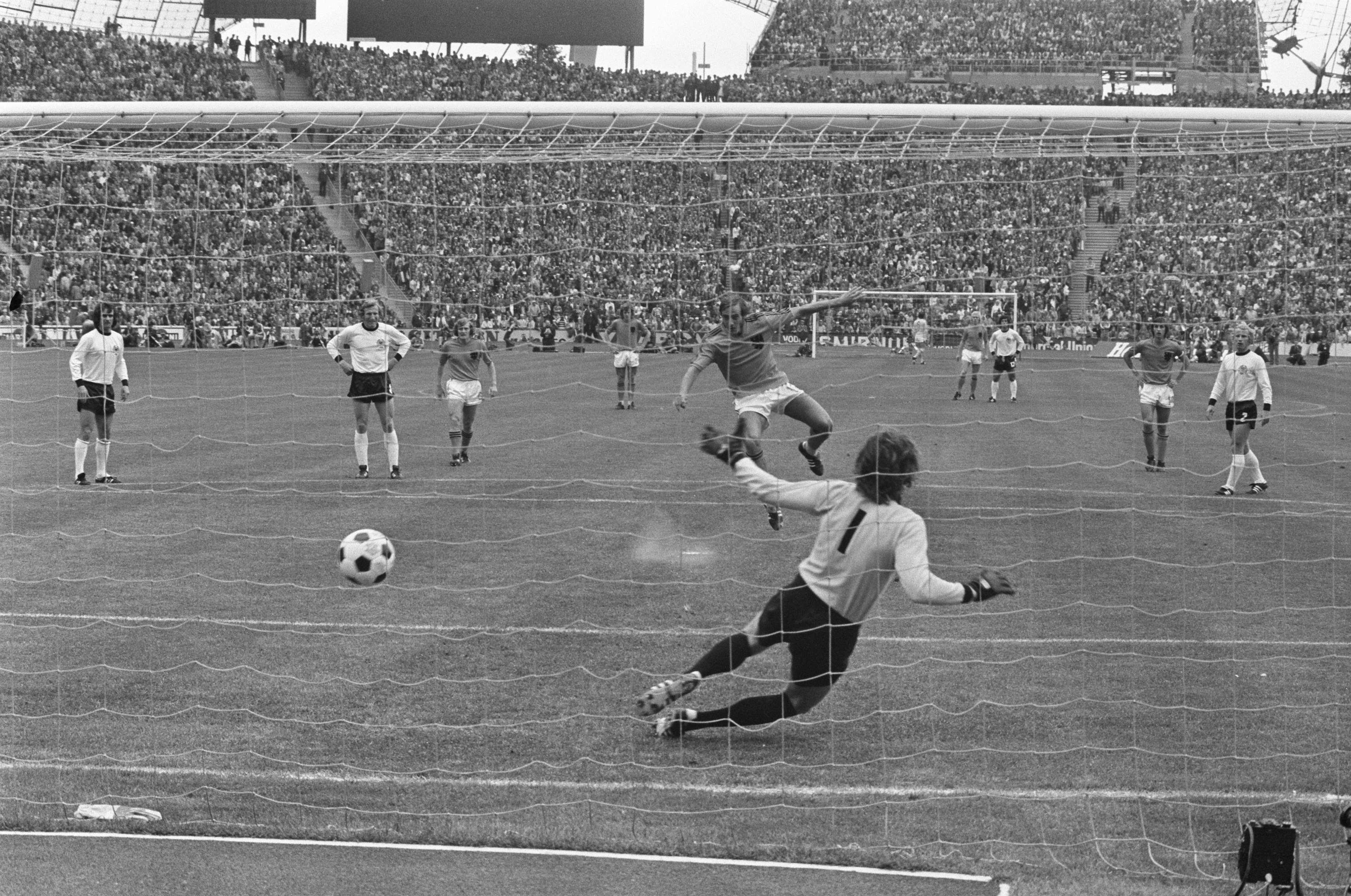
Йоган Нескенс забиває німцям пенальті на 2-й хвилині у фіналі Чемпіонату світу 1974.
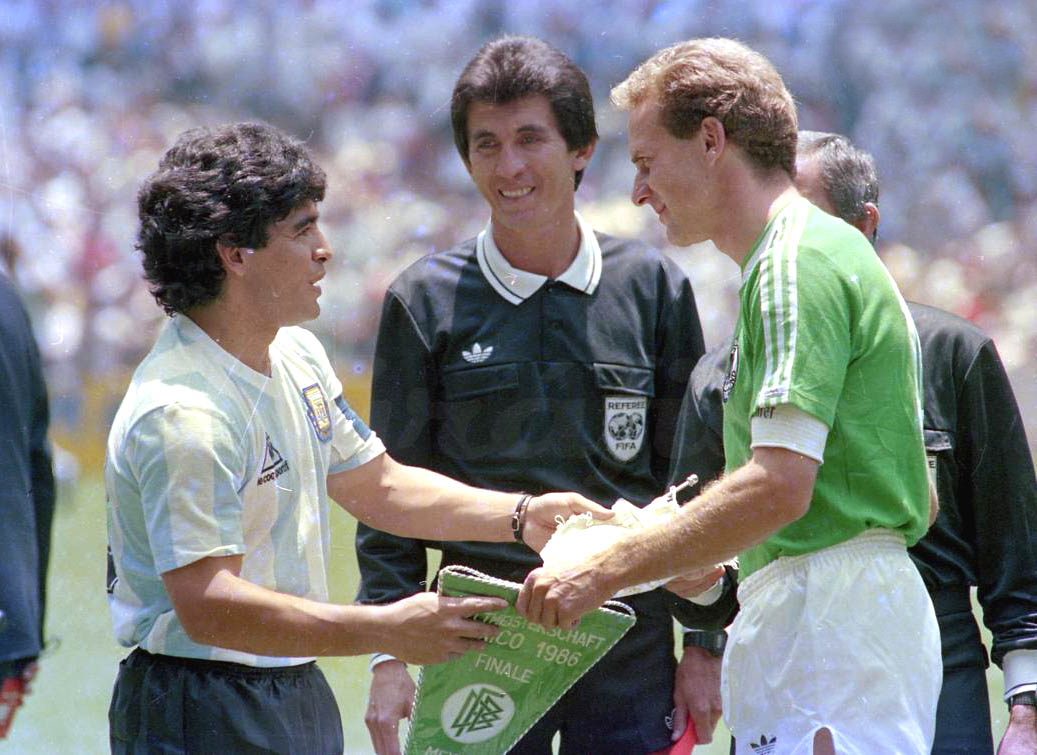
Дієго Марадона і Карл-Гайнц Румменігге обмінюються вимпелами перед початком фіналу Чемпіонату світу 1986.